# 樟脳
樟脳（しょうのう）は、分子式 C10H16Oで表される二環性モノテルペンケトンの一種である。カンフルあるいはカンファー（蘭: kamfer、独: Kampfer、英: camphor、仏: camphre）と呼ばれることもある。IUPAC命名法による系統名は 1,7,7-トリメチルビシクロ[2.2.1]ヘプタン-2-オン、また、母骨格のボルナンが同命名法における許容慣用名であるため、そこからボルナン-2-オン（bornan-2-one）、2-ボルナノンなどの名称が誘導される。ほかの別名は、1,7,7-トリメチルノルカンファー、2-カンファノン、2-カンフォノン、またはカラドリル。

## 性質と存在
樟脳は融点 180°C、沸点 208°Cの白色半透明のロウ状の昇華性結晶であり、強く刺すような樹脂系の香りを持つ。クスノキの精油の主成分であり、他にも各種の精油から見出されている。クスノキはアジア、特にボルネオに産することから、樟脳の別名の起源となっている。
また初期の有機化学において、この化合物は精油から容易に得られる結晶性テルペノイド化合物の中でも代表的なものであったため、camphorは他の精油から得られた結晶性テルペノイドの総称としても用いられた。テルペノイド化合物の研究でノーベル化学賞を受賞したオットー・ヴァラッハは"Terpene und Campher"という題名の書を著しているが、このCampherはそういった結晶性テルペノイド化合物の総称として用いられている（一方、Terpeneは液体テルペノイド化合物の総称として用いられている）。また、他の植物の精油から得られた結晶性テルペノイド化合物を植物名+camphorで命名することもしばしば行われた（この場合の camphor は「脳」と訳される）。代表的なものにmint camphor 薄荷脳（メントール）やborneo camphor 龍脳（ボルネオール）などがある。

## 製造

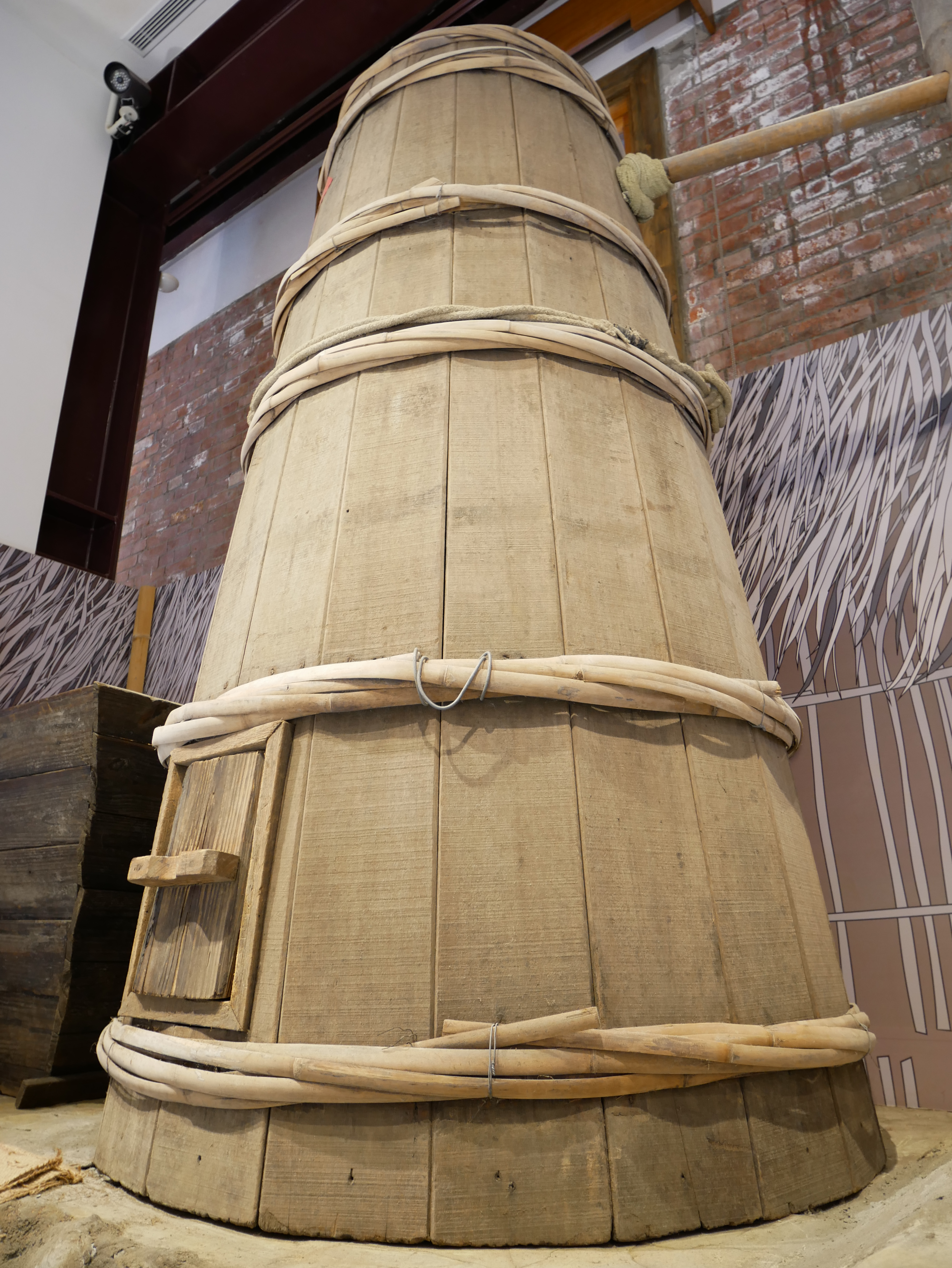
樟脳を抽出する蒸留釜

クスノキの葉や枝などのチップを水蒸気蒸留すると結晶として得ることができる。クスノキの中に含まれている樟脳はd体である。製造工程としては、クスノキを切削機で薄い木片に砕いて大釜に入れ、木の棒などで叩いて均等に詰めたのち、高温で蒸して成分を水蒸気として抽出し、それをゆっくり冷却して結晶化させる。冷却器の中の水の表面に浮いた白い結晶を網ですくい集め、乾燥後、袋詰めなどをして商品とする。この天然樟脳の製造所は、2006年時点では江戸時代から続く内野樟脳（福岡県みやま市）の1軒のみだったが、その後の技術指導などにより、2014年時点で全国で4軒を数える。
一方、化学合成品はマツの精油などから得られる α-ピネンより合成される。後述の通り1920年代に開発された。α-ピネンを塩化水素で処理すると、ワーグナー・メーヤワイン転位を起こして四員環が開裂し、ボルナン骨格へと骨格変換を起こしてからクロロ化されて塩化ボルニルとなる（この化合物も一時樟脳代替品として使用された）。塩化ボルニルを弱塩基で処理すると脱塩化水素反応を起こすが、その際に再び転位を起こして今度はカンフェンを与える。塩素原子とアンチペリプラナーの位置に水素原子が存在しないためにイレギュラーな脱離が起こる。α-ピネンを活性白土で処理することで直接カンフェンを得る方法も知られている。カンフェンをギ酸あるいは酢酸と反応させると、再びボルナン骨格への転位を起こしながらこれらのカルボン酸が付加し、イソボルニルエステルが得られる。このイソボルニルエステルを鹸化してイソボルネオールとした後、酸化することで樟脳が得られる。化学合成されたものはα-ピネンからの最初の反応の転位の段階でラセミ化が起こるため、ラセミ体となる。

## 用途
血行促進作用や鎮痛作用、消炎作用、鎮痒作用、清涼感をあたえる作用などがあるために、主にかゆみどめ、リップクリーム、湿布薬など外用医薬品の成分として使用されている。鹿児島県では、100年以上続く家庭の常備薬として「白紅」（丸一製薬）が広く知られている。
かつては強心剤としても使用されていたが、今日ではその用途にはほとんど用いられなくなった（現在ではアドレナリン作動薬が工業的に大量生産できるため、それらが用いられる）。しかし現在でも、「駄目になりかけた物事を復活させるために使用される即効性のある手段」を比喩的に"カンフル剤"と呼ぶことがある。
19世紀初頭では樟脳とアヘンを混ぜて子供の咳止めとして用いることもあったが、多くの子供はよりひどい状態になり、この処方をするくらいなら放っておいたほうがましだと評価されていた。その他にも香料の成分としても使用されている。
また人形や衣服の防虫剤や、ゴキブリ・ムカデ・ネズミなどの害虫・害獣の忌避剤、防腐剤、花火の添加剤としても使用されている。
樟脳は皮膚から容易に吸収され、そのときにメントールと同じような清涼感をもたらし、わずかに局部麻酔のような働きがある。
しかし、飲み込んだ場合には有毒であり、発作・精神錯乱・炎症および神経と筋肉の障害の原因になりうる。
有毒物質を飲み込んでしまった際の応急処置として、消化器保護のため牛乳を飲ませることがあるが、樟脳は脂溶性であり牛乳に含まれる乳脂肪分との作用で体内に吸収されやすくなってしまうため、樟脳誤飲に対して牛乳を飲ませるべきではない。

### 歴史
6世紀にアラビアで製法が発明されたといわれ、日本へは16世紀に伝わったとされる。寛永14年（1637年）には薩摩藩の特産品として鹿児島から欧州や中国へ輸出されており、金・銀に次ぐ日本の重要な輸出産品だった。クスノキは薩摩藩の御用木として勝手な伐採は禁止されており、樟脳の生産は主に鹿児島のほか、長崎の五島で行なわれていたが、岩崎弥太郎が外国船で樟脳が必需品であることを知り、土佐藩でも外貨獲得のための産品として盛んに製造されるようになった。

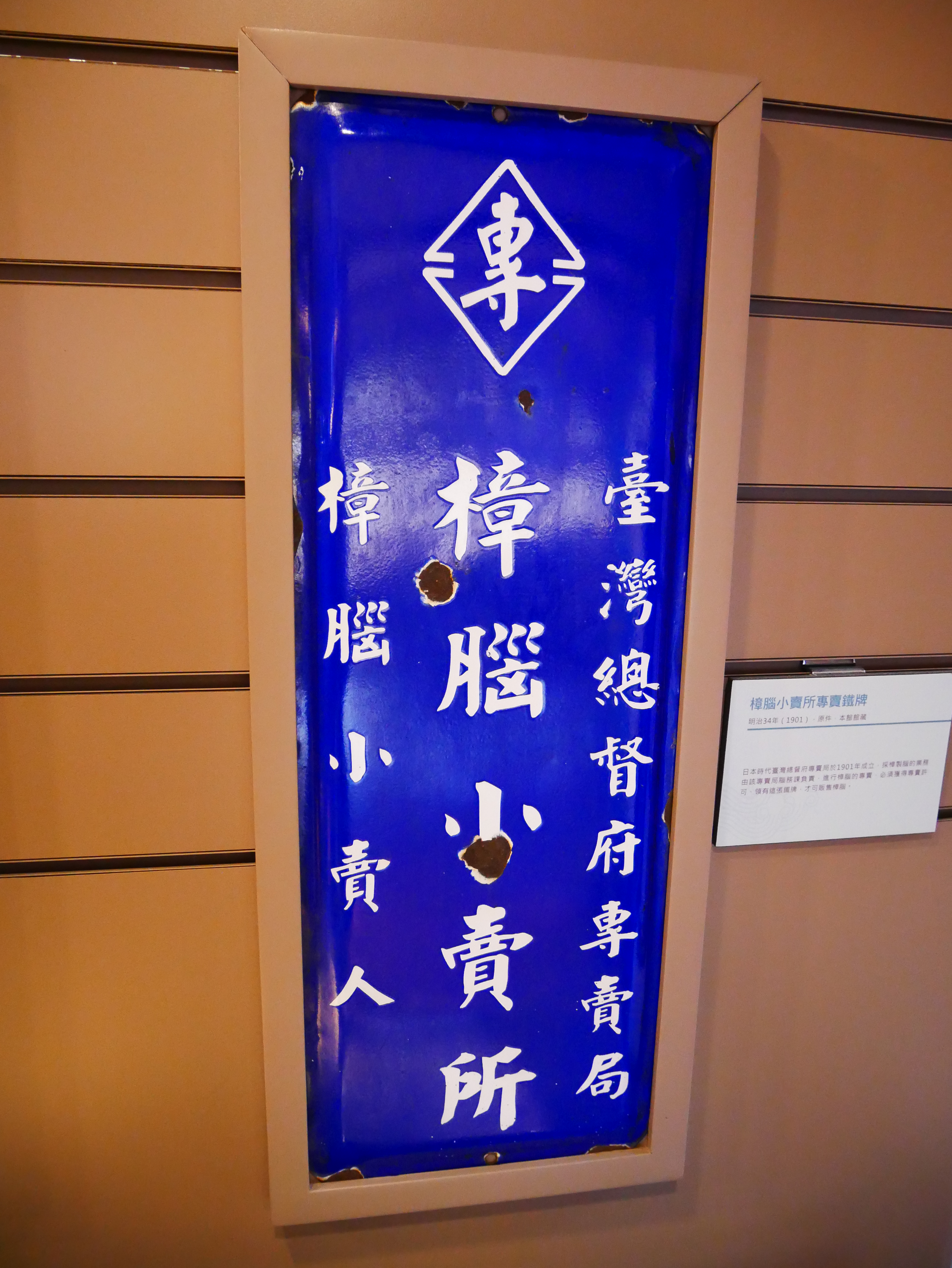
台湾総督府による専売樟脳の販売所の看板

かつてはセルロイドの可塑剤として非常に大量に使用されていた。日本は当時植民地であった台湾においてクスノキのプランテーションを経営していたため、20世紀はじめには世界最大の生産国であった（樟脳と台湾も参照）。「樟脳専売局集集出張所」は台湾南投の集集にある。しかし1920年代に入ると化学合成品が開発されて押されるようになり、やがてセルロイドに代わるプラスチックが出現してこの用途はほとんど無くなった。
明治期、日本の事業家土倉龍治郎が、台湾で林業・電気事業と共に樟脳事業を展開、成功していた。
無煙火薬の原料としてノーベルも注目していた。
日本では1962年まで日本専売公社（現・日本たばこ産業）によって専売されていた。現在は福岡・宮崎・鹿児島で小規模ながら製造されていることが確認できる。

## 応用品
樟脳舟
樟脳を小さくカットして船尾に付けた木製もしくはセルロイド製の小船を水面に浮かべると、後方の水面に樟脳の成分が拡がり、表面張力の差によって前方に引っ張られ船が進む。時として予測できない動きもする。1970年代中期ぐらいまでは縁日の露店等でよく売られていたシンプルで安価な玩具であった。
ストームグラス
19世紀のヨーロッパで使われた天気予報の道具。複数の化学薬品をアルコールに溶かしてガラス管に詰めたもので、溶液や沈殿の状態によって近未来の天気が分かる、とされる。